# Maison Ducorail
La maison Ducorail est située sur la commune de Marsat (France).

## Localisation
La maison est située sur le territoire de la commune de Marsat, dans le département du Puy-de-Dôme, en région Auvergne-Rhône-Alpes.

## Description
La maison Ducorail est une maison de plaisance de style néo-classique de la fin du XVIIIe siècle, réalisée par l'architecte Attiret de Manneville en 1781 sur un soubassement du XVIIe siècle (clef portant la date de 1672). Un escalier a été construit vers 1815-1820.

## Historique
La maison est inscrite (éléments protégés : la maison avec son enclos comprenant les communs, le mur d'enceinte avec ses grilles, le parc avec son système hydraulique et son canal) au titre des monuments historiques par arrêté du 10 février 1997,.